# Хэддиш, Тиффани
Тиффани Сара Корнилия Хэддиш (англ. Tiffany Sara Cornilia Haddish; род. 3 декабря 1979) — американская комедиантка, актриса и писательница.

## Ранние годы
Хэддиш родилась 3 декабря 1979 года в Лос-Анджелесе. Её отец — Цихайе Реда Хэддиш — был эмигрантом из Эритреи, выходцем из семьи эритрейских евреев. Мать Леола — афроамериканка — имела свой небольшой бизнес и была Свидетелем Иеговы. Родители развелись, когда Тиффани было три года. Впоследствии мать вышла замуж во второй раз, и у неё родилось ещё четверо детей. В 1988 году Леола вместе с мужем попала в ДТП, получив серьёзное повреждение мозга. Все её 5 детей были отправлены под опеку в разные приемные семьи. Тиффани была самой старшей. Комедия и юмор стали её спасением в сложившейся ситуации. 3 года спустя детей передали под опеку родной бабушке.
Тиффани посещала среднюю школу Джорджа Эллери Хейла в Вудленд-Хиллз, Лос-Анджелес, и окончила среднюю школу Эль-Камино, также в Вудленд-Хиллз, где она была школьным талисманом. В подростковом возрасте Тиффани часто попадала в неприятности, при этом девушка не раз получала награды за участие в драматическом конкурсах. В 1997 году, после того как социальный работник поставил ей ультиматум: либо посещать психиатрическую терапию, либо пойти в комедийный лагерь «Фабрика смеха», семнадцатилетняя Тиффани Хэддиш выбрала второй вариант. По её словам, наставничество многих известных комиков, в том числе Ричарда Прайора, Дэйна Кука, Чарльза Флейшера и братьев Уэйанс, помогло ей открыть свою страсть к комедии, и это «буквально спасло ей жизнь».
Некоторое время после окончания средней школы Хэддиш была бездомной и жила в своей машине.
Хэддиш была принята в Нью-Йоркский университет, однако не стала учиться в нём. Позже она поступила в колледж Санта-Моники. До того, как девушка нашла себя, она сменила несколько работ, включая обслуживание клиентов Air New Zealand в Международном аэропорту Лос-Анджелеса и Alaska Airlines.

## Карьера
Поначалу Хэддиш появлялась в телесериалах в эпизодических ролях, но затем ухватилась за роль Некейши Уильямс в ситкоме NBC The Carmichael Show, после чего получила первую известность. В 2016 году актрису можно было увидеть в комедийном фильме «Киану» с Джорданом Пилом в главной роли, а в 2017 году — в комедии «Безумные семейки» с Чарли Шином. Прорывом для Хэддиш стал фильм «Улётные девочки», увидевший свет в июле 2017 года. Коллегами актрисы по съемочной площадке были небезызвестные Куин Латифа, Реджина Холл и Джада Пинкетт-Смит. За работу в картине Хэддиш получила признание критиков. В том же году она опубликована свои мемуары, дав им название «Последний чёрный Единорог».
В 2018 году актриса снялась в мелодраме «Вечерняя школа» в паре с Кевином Хартом, а в 2019 году можно было услышать голос Тиффани Хэддиш в оригинальном дубляже мультфильмов «Тайная жизнь домашних животных 2», «Лего. Фильм 2» и «Angry Birds 2 в кино». В первом она озвучила собачку ши-тцу Дейзи, во втором — королеву Многолику Прекрасную, а в третьем — птичку Дебби. В 2019 году актриса снялась в криминальном боевике «Адская кухня» в компании таких актеров, как Мелисса Маккарти, Элизабет Мосс и Донал Глисон.
В 2020 году Тиффани Хэддиш сыграла главную роль в комедийном фильме «Гламурные боссы». В 2021 году она также появилась в фильме «Приколисты в дороге».

## Личная жизнь
Тиффани является партнером некоммерческой организации Living Advantage, которая занимается благосостоянием молодежи, оказавшейся в приемных семьях. Также девушка была волонтером в других благотворительных организациях. Кроме того, у нее был небольшой опыт работы в саентологии.
В своих мемуарах Хэддиш пишет, что дважды выходила замуж и разводилась с Уильямом Стюартом.

## Фильмография
| Год          |    | Русское название                      | Оригинальное название                   | Роль                          |
| ------------ | -- | ------------------------------------- | --------------------------------------- | ----------------------------- |
| 2005         | с  | Такая Рэйвен                          | That’s So Raven                         | Шарлотта                      |
| 2006         | с  | Меня зовут Эрл                        | My Name Is Earl                         | Робин                         |
| 2006         | с  | В Филадельфии всегда солнечно         | It’s Always Sunny in Philadelphia       | стриптизёрша                  |
| 2007         | с  | Просто Джордан                        | Just Jordan                             | Даймонд                       |
| 2008         | ф  | Знакомство со спартанцами             | Meet the Spartans                       | городская девушка             |
| 2009         | ф  | Дрянные промоутеры                    | Janky Promoters                         | Мишель                        |
| 2012         | с  | Игра                                  | The Game                                | Шаунда                        |
| 2014         | ф  | Школьные танцы                        | School Dance                            | Трина                         |
| 2014         | с  | Новенькая                             | New Girl                                | Лесли                         |
| 2014         | мс | ТрипТанк                              | TripTank                                | Делсия                        |
| 2014—2015    | с  | Если любить тебя неправильно          | If Loving You Is Wrong                  | Джеки                         |
| 2015—2017    | с  | Шоу Кармайкла                         | The Carmichael Show                     | Некиша Уильямс-Кармайкл       |
| 2016         | ф  | Киану                                 | Keanu                                   | Трина «Хай-Си» Паркер         |
| 2017         | ф  | Безумные семейки                      | Mad Families                            | Кеко                          |
| 2017         | ф  | Улётные девочки                       | Girls Trip                              | Дина                          |
| 2018         | ф  | Дядя Дрю                              | Uncle Drew                              | Джесс                         |
| 2018         | ф  | Присяга                               | The Oath                                | Кай Баттон                    |
| 2018         | ф  | Вечерняя школа                        | Night School                            | Кэрри                         |
| 2018         | ф  | Нас не проведёшь                      | Nobody’s Fool                           | Таня                          |
| 2018         | с  | Улица Сезам                           | Sesame Street                           | доктор Бёрдвистл              |
| 2018—2020    | с  | Последний настоящий гангстер          | The Last O.G.                           | Шеннон «Шей» Биркеланд        |
| 2019         | мф | Лего. Фильм 2                         | The Lego Movie 2: The Second Part       | Королева Многолика Прекрасная |
| 2019         | мф | Тайная жизнь домашних животных 2      | The Secret Life of Pets 2               | Дейзи                         |
| 2019         | мф | Angry Birds 2 в кино                  | The Angry Birds Movie 2                 | Дебби                         |
| 2019         | ф  | Адская кухня                          | The Kitchen                             | Руби О’Кэролл                 |
| 2019         | ф  | Между двумя папоротниками             | Between Two Ferns: The Movie            | играет себя                   |
| 2019         | мс | Губка Боб Квадратные Штаны            | SpongeBob SquarePants                   | играет себя                   |
| 2019         | мс | Закусочная Боба                       | Bob’s Burgers                           | Патриция                      |
| 2019         | с  | Говорящие куклы                       | Crank Yankers                           | играет себя                   |
| 2019 — н. в. | мс | Тука и Берти                          | Tuca & Bertie                           | Тука                          |
| 2020         | ф  | Гламурные боссы                       | Like a Boss                             | Миа Картер                    |
| 2020         | мф | Губка Боб в бегах                     | The SpongeBob Movie: Sponge on the Run  | Тиффани Хэддок                |
| 2020         | с  | Мадам Си Джей Уокер                   | Self Made                               | Лелия                         |
| 2020—2021    | мс | Солнечные противоположности           | Solar Opposites                         | Аиша                          |
| 2021         | ф  | На счёт три                           | On the Count of Three                   | Наташа                        |
| 2021         | ф  | Приколисты в дороге                   | Bad Trip                                | Трина Мэлоун                  |
| 2021         | ф  | Здесь и сегодня                       | Here Today                              | Эмма Пейдж                    |
| 2021         | ф  | Холодный расчёт                       | The Card Counter                        | Ла Линда                      |
| 2022         | ф  | Невыносимая тяжесть огромного таланта | The Unbearable Weight of Massive Talent | Вивиан                        |
| 2022         | с  | Вечеринка                             | The Afterparty                          | детектив Дэннер               |
| 2023         | ф  | Особняк с привидениями                | Haunted Mansion                         | Гарриет                       |